# Национальная голубиная служба
Национальная голубиная служба (англ. National Pigeon Service, NPS) — добровольная гражданская организация, созданная в Великобритании в 1938 году по ходатайству майора В. Х. Османа в Комитет обороны Империи и британское правительство. В течение 1939—1945 годов британские заводчики голубей из NPS передали службе более 200 000 молодых голубей. Птицы использовались Королевскими военно-воздушными силами, армейскими и разведывательными службами, специальным отделом Армейской голубиной службы (которая была создана в Первую мировую войну подполковником В. Х. Османом). За три с половиной года Второй мировой войны на континент было десантировано 16 554 голубя. Одним из них был Коммандо, ставший обладателем медали Марии Дикин. Многие другие голуби NPS также были награждены медалью Марии Дикин.